# Добры молодцы
«До́бры мо́лодцы» — советский и российский вокально-инструментальный ансамбль (ВИА).

## История
Основу ансамбля «Добры молодцы» составили участники ленинградской бит-группы «Авангард», основанной в 1963 году в Ленинграде, начавшей постоянные выступления в 1965 году.

Первый состав:
- Александр Петренко (лидер-гитара/вокал)
- Борис Самыгин (ритм-гитара/вокал)
- Владимир Антипин (бас-гитара/вокал)
- Евгений Маймистов (ударные)/вокал.

В 1965 году группа работала в студенческих клубах, кафе и, будучи практически первой бит-группой в городе, пользовалась огромной популярностью.

В 1967 году руководитель известнейшего джаз-оркестра И. В. Вайнштейн пригласил группу «Авангард» в свою программу. Состоялся первый эксперимент работы бит-группы с биг-бэндом. В 1968 году группа уехала на Дальний Восток, а весной 1969 года началась работа над новой программой, одно отделение которой составляли русские народные песни, а другое — эстрадные. Так родилась шоу-программа и ансамбль «Добры молодцы».
В 1969 году в ансамбль пришли саксофонист и флейтист Игорь Петренко, трубач Виктор Нездиковский и вокалист Владимир Кириллов.
С 1970 года ВИА «Добры молодцы», полностью состоявший из ленинградских музыкантов, стал работать в Росконцерте, в Москве. К тому времени, под влиянием «Blood, Sweat & Tears» и «Chicago», ансамбль обзавёлся духовой группой:
- Ярослав Янса (труба)
- Александр Морозов (тромбон)
- саксофонист Всеволод Левенштейн (он же Сева Новгородцев) руководил ВИА в период с 1972 года по 1974 год и эмигрировал в 1975 году в Италию.

В это время в ансамбле вновь стал работать Юрий Антонов, который ещё в 1967 году некоторое время был участником группы «Авангард».
В 1973 году в коллектив пришел молодой московский композитор Анатолий Киселёв, оказавшийся в «Добрых молодцах» единственным музыкантом с консерваторским образованием. Начало 1970-х годов — период наивысшей популярности ВИА «Добры молодцы». Благодаря песням Ю. Антонова («О добрых молодцах», «Ещё вчера», «Кончается лето» и другие), сотрудничеству с Давидом Тухмановым («Галина», «Я еду к морю»), а также оригинальным обработкам русских народных песен, ансамбль постоянно собирал полные концертные залы и Дворцы спорта.
«Добры молодцы» исполнили и записали одни из первых песен начинавшего тогда Вячеслава Добрынина. Как и через большинство ансамблей того времени, через ВИА «ДМ» прошло много музыкантов: В. Петровский («Цветы»), А. Лерман («Весёлые ребята»), Р. Власенко («Галактика»), В. Васильев («Цветы», «Круг», «Поющие гитары»), Алексей Глызин и другие.
В программе ансамбля принимала участие фолк-певица Жанна Бичевская. К началу 1975 года вокруг Анатолия Киселёва, к тому времени руководившему «ДМ», начала собираться интересная, талантливая молодежь. В 1975 году с Александром Лерманом помолодевшие «Молодцы» спели «Сердце, моё сердце» в знаменитом альбоме Давида Тухманова «По волне моей памяти», а в 1976 году записали серию песен Александра Флярковского на стихи А. Дидурова для художественного фильма «Розыгрыш». Позднее «Добры молодцы», подобно большинству ВИА, гастролировали по стране, записали десяток пластинок с песнями советских композиторов, в 1982 году записали музыкальное сопровождение к новогоднему телефильму «Чародеи», включая «Песенку о снежинке». В 1983 году Анатолий Киселёв пригласил в ВИА «Добры молодцы» Сергея Коваленко (бас-гитара, вокал) и Георгия Мещерякова (ритм-гитара, вокал). В 1989 году, после распада Росконцерта, ВИА ушли в творческий отпуск вплоть до начала 1994 года.
В конце 1993 года Георгий Мещеряков, Сергей Коваленко и Андрей Кирисов встретились и решили возобновить деятельность легендарного коллектива втроём, приглашая на концерты музыкантов. В 1994 году они выступили на фестивале «Ялта — Москва транзит» с песней «Воскресенье».
В 1995 году инициаторы возрождения ВИА «Добры молодцы» дали интервью Первому каналу.

## Бывшие участники
- Андрей Костюченко (гитара)
- Алексей Глызин
- Максим Капитановский
- Юрий Антонов
- Сева Новгородцев (саксофон)
- Александр Лерман
- Сергей Петров (гитара)
- Людмила Барыкина (вокал) (1975)
- Никита Зайцев (гитарист и скрипач)
- Сергей Дмитриев (гитара, вокал)
- Сергей Горбатов (гитара, впоследствии участник группы «МГК»)
- Сергей Акопян (клавиши)

## Дискография
Грампластинки (винил):
- 1973 — «Мелодия». Песни Давида Тухманова. Ансамбль «Добры молодцы». «Я еду к морю» (В. Харитонов).
- 1974 — «Мелодия». Песни Давида Тухманова. Ансамбль «Добры молодцы» — «Галина» (Л. Завальнюк).
- 1974 — «Мелодия». Давид Тухманов. «Эта веселая планета». (Диск-гигант) Ансамбль «Добры молодцы» — «Галина» (Л. Завальнюк), «Я еду к морю» (В. Харитонов).
- 1975 – «Мелодия» С62-04957-58. ВИА «Добры молодцы». Руководитель Владимир Антипин. "У весны и любви ● Золотой рассвет ● О тебе наверное" «У весны и любви» (В. Антипин — А. Ольгин), «Золотой рассвет» (кавер The Fortunes) (Roger Cook; Roger Greenaway; Albert Hammond; Mike Hazlewood, русский текст Л. Дербенёв), «О тебе, наверное» (В. Антипин — О. Гаджикасимов).
- 1975 — «Мелодия». Стихи и песни Михаила Пляцковского. (диск-гигант) Ансамбль «Добры молодцы» — «Морзянка» (М. Фрадкин).
- 1975 — «Мелодия». Песни Вячеслава Добрынина. Ансамбль «Добры молодцы» — «Как счастливым быть» (II. Шаферан).
- 1976 — «Мелодия». Давид Тухманов. «По волне моей памяти». «Сердце, моё сердце» (И. В. Гёте, перевод В. Левина) — солист Александр Лерман (ВИА «Добры молодцы»).
- 1976 — «Мелодия». Песни на стихи Игоря Кохановского. Ансамбль «Добры молодцы» — «Садовое кольцо» (Ю. Антонов) — солист Александр Лерман, «Разве быть могло такое» (В. Добрынин) — солистка Людмила Барыкина, «Трудная любовь» (А. Киселёв) — солист Александр Лерман.
- 1977 — «Мелодия». Московский ансамбль «Добры молодцы». Руководитель Анатолий Киселёв. «Бабочки летают» (А. Флярковский — А. Дидуров), «Кеды» (А. Флярковский — Л. Дербенёв), «Сентябрьская мелодия» (А. Флярковский — А. Дидуров).
- 1978 — «Мелодия». Песни Юрия Антонова на стихи Игоря Кохановского. Ансамбль «Добры молодцы» — «Виноват, листопад» (Ю. Антонов), солист Роман Власенко, «Без тебя» (Ю. Антонов) — солистка Людмила Барыкина.
- 1978 — «Мелодия». «Мелодии экрана». Песни из кинофильма «Розыгрыш». Вокальная группа ансамбля «Добры молодцы» и оркестр Госкино под управлением Георгия Гараняна — солист Вячеслав Киселёв.
- 1978 — «Мелодия» С 60—10039-40. ВИА «Добры молодцы» — руководитель Анатолий Киселёв. "При самом рождении дня · Песни Александра Флярковского" (первый и единственный диск-гигант) «Прощальный вальс», «Стрижи», «Что придёт», «Посмотри на меня», «Первый дождь» — песни из кинофильма «Розыгрыш» на стихи Алексея Дидурова, «Человек-бог» (Н. Олев), «Россия» (М. Сергеев), «Сентябрьская мелодия» (А. Дидуров), «Кеды» (Л. Дербенёв).
- 1978 — «Мелодия». Песни на стихи Игоря Кохановского «Бабье лето» (диск-гигант) ансамбль «Добры молодцы» — «Трудная любовь» (А. Киселёв), «Садовое кольцо», «Виноват листопад», «Без тебя» (Ю. Антонов).
- 1978 — «Мелодия». «Для вас, женщины» — ансамбль «Добры молодцы» — «Днём и ночью» (Ю. Саульский-М. Танич).
- 1979 — «Мелодия». ВИА «Добры молодцы» — руководитель Анатолий Киселёв. Песни Оскара Фельцмана. «Ты навсегда», «Место под солнцем», «Вы не со мной» (стихи Н. Олева), «Только взгляд» (Е. Долматовский).
- 1980 — «Мелодия» С62-13569—70. ВИА «Добры молодцы» — руководитель Анатолий Киселёв. "Белая фата". Песни Анатолия Киселёва. «Белая фата» (В. Попков), «Что с тобой» (В. Татаринов), «Был месяц май» (И. Кохановский).
- 1980 — «Мелодия» С 62—15313-14. Ансамбль «Добры молодцы» — руководитель Анатолий Киселёв. «Твой взгляд» (А. Киселёв — Б. Дубровин), «Вот одна найдётся» (И. Якушенко — И. Шаферан), «Качели» (Л. Рид, русский текст М. Белякова), «Наша любовь» (П. Аедоницкий — А. Дементьев).
- 1983 — «Мелодия». «Плоская планета» — Песни на стихи Леонида Дербенева, (диск гигант). Ансамбль «Добры молодцы» — «Кентавры» (Е. Крылатов).
- 1984 — «Мелодия». Евгений Крылатов «Представь себе» стихи Леонида Дербенева. Песни из телефильма «Чародеи» (диск-гигант). Ансамбль «Добры молодцы» — «Песенка о снежинке» — исполняет Оля Рождественская, «Кентавры».
- 1984 — «Мелодия». «Придёт и к вам любовь» (диск-гигант) — ансамбль «Добры молодцы» — «Утренняя песня» (Р. Рождественский)

Компакт-диски:
- 1994 — "Мороз рекордз" студия Александра Морозова, — "Помню в детстве я..."
- 1995 — «Апрелевка саунд продакшн» — «Лев ушёл из дома» (из архивов фирмы «Мелодия»).
- 1995 — «Квадро-диск». ВИА «Добры молодцы». «Все лучшие песни 70-х».
- 1995 — «Эр Эм Джей». ВИА «Добры молодцы» — «Ещё раз про футбол». Песни Александра Клевицкого на стихи Михаила Шаброва.
- «Давай уедем к морю» — песни на стихи Игоря Кохановского. «Добры молодцы» — «Трудная любовь», «Садовое кольцо», «Моё богатство» (записи 1977 года).
- «Бабье лето» — песни на стихи Игоря Кохановского — «Добры молодцы» — солистка Людмила Барыкина — «Я проживу и без тебя» (запись 1977 года).
- 2004 — «Квадро-диск» ВИА «Добры молодцы» — «Золотой рассвет». (Старые и новые песни) — запись 2004 года.
- 2008 — «Мелодия». «Добры молодцы» — MEL CD 60 01379
- 2009 — Запись концерта в "Крокус сити холле"

## Фильмография
- Музыкальный телефильм «Добры молодцы о Руси поют», 1970
- «Розыгрыш» — киностудия «Мосфильм» 1978 г. — музыкальная дорожка с песнями в исполнении вокальной группы ВИА «Добры молодцы» под руководством Анатолия Киселёва.
- «Лекарство против страха» — киностудия «Свердловская киностудия» 1978 г.
- «Чародеи» — Одесская киностудия по заказу Гостелерадио СССР 1982 г. Запись саундтрека. Участники ВИА играют эпизодические роли музыкантов самодеятельного ансамбля «Поморин».
- «Домовые, или Сон в зимнюю ночь» — творческое объединение «Экран» 1987 г. — мультфильм для взрослых.
- «32 декабря» — творческое объединение «Экран» 1988 г. — мультфильм для взрослых.